# توله‌ای‌ها
توله‌ای‌ها (نام علمی: Scymnini) نام یک تبار از تیره کفش‌دوزک است.